# 2015 no futebol
Esta é a lista com os campeões de futebol dos principais campeonatos do mundo em 2015.

## América do Sul

### Nacionais
| País      | Campeão                 |
| --------- | ----------------------- |
| Argentina | 1ª. – Boca Juniors      |
| Bolívia   | C – Bolívar             |
| Bolívia   | A – Sport Boys Warnes   |
| Brasil    | A – Corinthians         |
| Chile     | C – Cobresal            |
| Chile     | A – Colo-Colo           |
| Colômbia  | A – Deportivo Cali      |
| Colômbia  | F – Atlético Nacional   |
| Equador   | A – Emelec              |
| Paraguai  | A – Cerro Porteño       |
| Paraguai  | C – Olimpia             |
| Peru      | 1ª. – Melgar            |
| Uruguai   | 1ª. – Nacional          |
| Venezuela | 1ª. – Deportivo Táchira |

### Continentais
| Campeonato                   | Campeão     |
| ---------------------------- | ----------- |
| Copa Libertadores da América | River Plate |
| Copa Sul-Americana           | Santa Fe    |
| Recopa Sul-Americana         | River Plate |
| Copa Suruga Bank             | River Plate |

## Europa

### Nacionais
| País                 | Campeão                             |
| -------------------- | ----------------------------------- |
| Albânia              | Skënderbeu Korçë (6.º título)       |
| Alemanha             | Bayern de Munique (25.º título)     |
| Andorra              | Santa Coloma (9.º título)           |
| Armênia              | Pyunik (14.º título)                |
| Áustria              | Red Bull Salzburg (9.º título)      |
| Azerbaijão           | Qarabağ (3.º título)                |
| Belarus              | BATE Borisov (12.º título)          |
| Bélgica              | KAA Gent (1.º título)               |
| Bósnia e Herzegovina | FK Sarajevo (3.º título)            |
| Bulgária             | Ludogorets Razgrad (4.º título)     |
| Cazaquistão          | Astana (2.º título)                 |
| Chipre               | APOEL (24.º título)                 |
| Croácia              | Dínamo Zagreb (17.º título)         |
| Dinamarca            | Midtjylland (1.º título)            |
| Escócia              | Celtic (46.º título)                |
| Eslováquia           | Trenčín (1.º título)                |
| Eslovênia            | Maribor (13.º título)               |
| Espanha              | Barcelona (23.º título)             |
| Estônia              | FC Flora (10.º título)              |
| Finlândia            | SJK (1.º título)                    |
| França               | Paris Saint-Germain (5.º título)    |
| Geórgia              | Dila Gori (1.º título)              |
| Gibraltar            | Lincoln Red Imps (21.º título)      |
| Grécia               | Olympiacos (42.º título)            |
| Holanda              | PSV Eindhoven (22.º título)         |
| Hungria              | Videoton (2.º título)               |
| Ilhas Faroé          | Víkingur (1.º título)               |
| Inglaterra           | Chelsea (1.º título)                |
| Irlanda              | Dundalk Football Club (11.º título) |
| Irlanda do Norte     | Crusaders (5.º título)              |
| Islândia             | FH (7.º título)                     |
| Israel               | Maccabi Tel Aviv (21.º título)      |
| Itália               | Juventus (31.º título)              |
| Letônia              | FK Liepāja (1.º título)             |
| Lituânia             | Žalgiris Vilnius (6.º título)       |
| Luxemburgo           | Fola Esch (7.º título)              |
| Macedônia            | Vardar (8.º título)                 |
| Malta                | Hibernians (11.º título)            |
| Moldávia             | Milsami Orhei (1.º título)          |
| Montenegro           | Rudar Pljevlja (2.º título)         |
| Noruega              | Rosenborg (23.º título)             |
| País de Gales        | The New Saints (9.º título)         |
| Polônia              | Lech Poznań (7.º título)            |
| Portugal             | Benfica (34.º título)               |
| República Tcheca     | Viktoria Plzeň (3.º título)         |
| Romênia              | Steaua București (26.º título)      |
| Rússia               | Zenit (5.º título)                  |
| San Marino           | Folgore (4.º título)                |
| Sérvia               | Partizan (7.º título)               |
| Suécia               | IFK Norrköping (13.º título)        |
| Suíça                | Basel (18.º título)                 |
| Turquia              | Galatasaray (20.º título)           |
| Ucrânia              | Dínamo de Kiev (27.º título)        |

### Continentais
| Campeonato                          | Campeão   |
| ----------------------------------- | --------- |
| Liga dos Campeões da UEFA (2014–15) | Barcelona |
| Liga Europa da UEFA (2014–15)       | Sevilla   |
| Supercopa da UEFA                   | Barcelona |

## América do Norte

### Nacionais
| Pais                     | Campeão                | Título | Último Título |
| ------------------------ | ---------------------- | ------ | ------------- |
| Anguilha                 | Kicks United           | 4      | 2011-12       |
| Antígua e Barbuda        | Parham                 | 4      | 2010–11       |
| Aruba                    | SV Racing Club Aruba   | 14     | 2011-12       |
| Barbados                 | Barbados Defence Force | 5      | 2013-14       |
| Belize                   | Verdes                 | 2      | 2007          |
| Belize                   | Police United FC       | 2      | 2013          |
| Bermudas                 | Somerset Trojans       | 10     | 1992-93       |
| Bonaire                  |                        |        |               |
| Costa Rica               | Herediano              | 24     | Verano 2013   |
| Costa Rica               | Saprissa               | 32     | 2014 Invierno |
| Cuba                     | Camagüey               | 1      | —             |
| Curaçao                  | RKSV Centro Dominguito | 4      | 2013          |
| Dominica                 | Exodus FC              | 1      | —             |
| El Salvador              | Santa Tecla            | 1      | —             |
| El Salvador              | Alianza                | 11     | 2011          |
| Estados Unidos e Canadá  | Portland Timbers       | 1      | —             |
| Guadalupe                | CS Moulien             | 12     | 2013-14       |
| Guatemala                | Comunicaciones         | 30     | 2014 Apertura |
| Guatemala                | Antigua GFC            | 1      | —             |
| Honduras                 | Olimpia                | 29     | 2014 Apertura |
| Honduras                 | Honduras Progreso      | 1      | —             |
| Ilhas Cayman             | Scholars International | 18     | 2011–12       |
| Ilhas Virgens            | Helenites              | 4      | 2013–14       |
| Ilhas Virgens Britânicas | Islanders FC           | 6      | 2013–14       |
| Jamaica                  | Arnett Gardens         | 4      | 2001–02       |
| México                   | Santos Laguna          | 5      | 2012 Clausura |
| México                   | Tigres                 | 4      | 2011 Apertura |
| Nicarágua                | Real Estelí            | 16     | 2014 Apertura |
| Nicarágua                | UNAN Managua           | 1      | —             |
| Panamá                   | Árabe Unido            | 12     | 2012 Apertura |
| Panamá                   | Árabe Unido            | 13     | 2015 Clausura |
| Suriname                 | Inter Moengotapoe      | 7      | 2013-14       |
| Trinidad e Tobago        | Central                | 1      | —             |

### Continentais
| Campeonato                               | Campeão    |
| ---------------------------------------- | ---------- |
| Liga dos Campeões da CONCACAF de 2014–15 | América    |
| Campeonato de Clubes da CFU              | Central FC |

## Asia (OFC)

### Nacionais
| País                   | Campeão                     |
| ---------------------- | --------------------------- |
| Afeganistão            | De Spin Ghar Bazan          |
| Arábia Saudita         | Al-Nassr                    |
| Austrália              | Melbourne Victory           |
| Bahrein                | Muharraq Club               |
| Bangladesh             | Sheikh Jamal Dhanmondi Club |
| Brunei                 | MS ABDB                     |
| Butão                  | F.C. Tertons                |
| Camboja                | Phnom Penh Crown            |
| China                  | Guangzhou Evergrande        |
| Coreia do Norte        | April 25                    |
| Coreia do Sul          | Jeonbuk                     |
| Emirados Árabes Unidos | Al-Ain                      |
| Filipinas              | Ceres FC                    |
| Guam                   | Rovers                      |
| Hong Kong              | Kitchee                     |
| Iêmen                  | Não houve                   |
| Índia                  | Mohun Bagan                 |
| Indonésia              |                             |
| Irão                   | Sepahan                     |
| Iraque                 | Naft Al-Wasat               |
| Japão                  | Sanfrecce Hiroshima         |
| Jordânia               | Al-Wehdat                   |
| Kuwait                 | Kuwait SC                   |
| Laos                   | Lao Toyota                  |
| Líbano                 | Al-Ahed                     |
| Macau                  | Benfica de Macau            |
| Malásia                | Johor Darul Ta'zim          |
| Maldivas               | New Radiant S.C.            |
| Mongólia               | Erchim                      |
| Nepal                  | Three Star Club             |
| Omã                    | Al-Oruba                    |
| Palestina              | Shabab Al-Dhahiriya         |
| Paquistão              | K-Electric                  |
| Catar                  | Lekhwiya                    |
| Quirguistão            | FK Alay                     |
| Síria                  | Al-Jaish                    |
| Sri Lanka              | Solid SC                    |
| Tailândia              | Buriram United              |
| Taipé Chinesa          |                             |
| Tajiquistão            | FC Istiklol                 |
| Timor-Leste            |                             |
| Turquemenistão         | Altyn Asyr FK               |
| Uzbequistão            | Pakhtakor Tashkent FK       |
| Vietname               | Becamex Bình Dương          |

### Continentais
| Campeonato               | Campeão              |
| ------------------------ | -------------------- |
| Liga dos Campeões da AFC | Guangzhou Evergrande |
| Copa da AFC              | Johor Darul Ta'zim   |

## África

### Nacionais
| País                           | Campeão                        | Título | Último Título |
| ------------------------------ | ------------------------------ | ------ | ------------- |
| África do Sul                  | Kaizer Chiefs                  | 12     | 2012-13       |
| Angola                         | CRD Libolo                     | 4      | 2014          |
| Argélia                        | ES Sétif                       | 7      | 2012–13       |
| Benin                          |                                |        |               |
| Botsuana                       | Mochudi Centre Chiefs          | 4      | 2012–13       |
| Burkina Fasso                  | RC Bobo                        | 4      | 1997          |
| Burundi                        | Vital'O FC                     | 19     | 2011–12       |
| Cabo Verde                     | CS Mindelense                  | 20     | 2014          |
| Camarões                       | Coton Sport FC de Garoua       | 14     | 2014          |
| Chade                          | AS CotonTchad                  | 3      | 1998          |
| Comores                        | Volcan Club de Moroni          | 1      | —             |
| Congo                          |                                |        |               |
| Costa do Marfim                | AS Tanda                       | 1      | —             |
| Djibouti                       | AS Ali Sabieh Djibouti Télécom | 4      | 2013–14       |
| Egíto                          | Zamalek SC                     | 12     | 2003–04       |
| Etiópia                        | Saint-George SA                | 27     | 2013-14       |
| Gabão                          | AS Mangasport                  | 8      | 2014          |
| Gâmbia                         | GAMTEL                         | 1      | –             |
| Gana                           | Ashanti Gold SC                | 4      | 1995–96       |
| Guiné                          | Horoya AC                      | 13     | 2013          |
| Guiné-Bissau                   | Benfica de Bissau              | 10     | 2010          |
| Guiné Equatorial               | Racing de Micomeseng           | 1      | —             |
| Ilhas Maurício                 |                                |        |               |
| Lesoto                         | Lioli FC                       | 4      | 2012–13       |
| Libéria                        | Nimba United FC                | 1      | —             |
| Madagascar                     | CNaPS Sports                   | 4      | 2014          |
| Malauí                         | Big Bullets                    | 11     | 2005–06       |
| Mali                           | Stade Malien                   | 20     | 2013–14       |
| Marrocos                       | Wydad Casablanca               | 18     | 2009–10       |
| Mauritânia                     | FC Tevragh-Zeina               | 2      | 2012          |
| Moçambique                     | Clube Ferroviário de Maputo    | 10     | 2009          |
| Niger                          | AS Douanes                     | 2      | 2013          |
| Nigéria                        | Enyimba International F.C.     | 7      | 2010          |
| Quênia                         | Gor Mahia                      | 15     | 2014          |
| República Centro-Africana      |                                |        |               |
| República Democrática do Congo | AS Vita Club                   | 13     | 2009–10       |
| Ruanda                         | APR FC                         | 15     | 2013–14       |
| São Tomé e Príncipe            | Sporting Praia Cruz            | 7      | 2013          |
| Senegal                        | AS Douanes                     | 6      | 2008          |
| Seychelles                     | St Michel United               | 13     | 2014          |
| Suazilândia                    | Royal Leopards                 | 5      | 2013–14       |
| Sudão                          | Al-Merrikh SC                  | 20     | 2013          |
| Somália                        | Somali Police Heegan FC        | 2      | 1967          |
| Tanzânia                       | Young Africans                 | 20     | 2012–13       |
| Togo                           |                                |        |               |
| Tunísia                        | Club Africain                  | 13     | 2007–08       |
| Uganda                         | Vipers SC                      | 12     | 2015-16       |
| Zâmbia                         | ZESCO United                   | 5      | 2014          |
| Zimbabuê                       | Chicken Inn F.C.               | 1      | –             |

### Continentais
| Campeonato                    | Campeão         |
| ----------------------------- | --------------- |
| Liga dos Campeões da CAF      | TP Mazembe      |
| Copa das Confederações da CAF | Étoile du Sahel |
| Supercopa Africana            | ES Sétif        |

## Oceania

### Nacionais
| País                   | Campeão           |
| ---------------------- | ----------------- |
| Fiji                   | Nadi FA           |
| Havaí                  | Rush Latin Hawaii |
| Ilhas Cook             | Tupapa Maraerenga |
| Marianas Setentrionais |                   |
| Ilhas Salomão          | Solomon Warriors  |
| Kiribati               |                   |
| Nova Caledónia         | Magenta           |
| Nova Zelândia          | Auckland City     |
| Niue                   |                   |
| Papua-Nova Guiné       | Lae City Dwellers |
| Samoa                  | Lupe o le Soaga   |
| Samoa Americana        | Utulei Youth      |
| Taiti                  | AS Tefana         |
| Tonga                  | Veitongo          |
| Tuvalu                 |                   |
| Vanuatu                | Amicale FC        |
| Wallis e Futuna        |                   |

### Continentais
| Campeonato                         | Campeão       |
| ---------------------------------- | ------------- |
| Liga dos Campeões da OFC (2014–15) | Auckland City |

## Copa do Mundo de Clubes
| Campeão Mundial de Clubes      |
| Espanha                        |
| ------------------------------ |
| Barcelona Campeão (3.º título) |